# Gigi Anhelli
Regina Célia Anhelli (São Paulo, 15 de janeiro de 1952), mais conhecida como Gigi Anhelli, é uma atriz, professora, diretora de teatro infantil e radialista brasileira.
É mais conhecida pelos anos como apresentadora do programa infantil de televisão Bambalalão.

## Carreira
Nascida no bairro paulistano do Cambuci, foi criada dos 5 aos 17 anos no Rio de Janeiro. Voltou então a São Paulo e se formou em Comunicações na Escola de Comunicações e Artes da USP.
Enquanto estagiava na TV Cultura de São Paulo, apresentou o programa de TV Som, Forma e Movimento e os programas de rádio Orientação Profissional e A Medida da Mulher.
Ganhou fama com o Bambalalão, que apresentou entre 1979 e 1990. Seus trabalhos voltados para o público infantil incluíram também os programas Glub Glub e Revistinha, também da TV Cultura. Atriz saiu do programa e deixou a TV por um problema na vértebra.
Com o fim do Bambalalão, tornou-se apresentadora, redatora e diretora do programa Integração, da TV São Caetano (de São Caetano do Sul), dirigido ao público adolescente.
Em 2011, lançou o livro Laboratório das Flores, dirigido ao público infantil. Seu trabalho continua dirigido a esse público, como contadora de histórias e apresentadora de shows de variedades.